# I Drove All Night
"I Drove All Night" är en sång skriven av Billy Steinberg och Tom Kelly till Roy Orbison. Roy Orbison spelade in melodin 1987, men hans inspelning släpptes inte förrän 1992, då den redan varit en tio-i-topp-hit på båda sidorna om Atlanten av Cyndi Lauper 1989. Sången spelades även in som cover av Pinmonkey 2002 och Céline Dion 2003.

## Cyndi Lauper
Cyndi Lauper spelade 1989 in den på albumet A Night to Remember.

## Listplaceringar
| Lista (1989)                                  | Placering |
| --------------------------------------------- | --------- |
| USA (Billboard Hot 100)                       | 6         |
| USA (ARC Weekly Top 40)                       | 5         |
| USA (Billboard Hot Adult Contemporary Tracks) | 43        |
| Australien                                    | 8         |
| Kanada                                        | 20        |
| Chile                                         | 3         |
| Colombia                                      | 1         |
| Frankrike                                     | 10        |
| Nederländerna                                 | 7         |
| Västtyskland                                  | 19        |
| Israel                                        | 5         |
| Italien                                       | 5         |
| Nya Zeeland                                   | 10        |
| Sverige                                       | 11        |
| Storbritannien                                | 7         |

## Roy Orbison
År 1992 remixades Roy Orbisons inspelning från 1987 för albumet King of Hearts, och den släpptes på Virgin Records. Sången var en stor hit i Storbritannien, med en sjundeplacering på den brittiska singellistan. King of Hearts och "I Drove All Night" fick bra kritik i USA, och Roy Orbison kom åter med på Billboardlistorna och vann Grammy.

## Pinmonkey
Countrygruppen Pinmonkey spelade in sången på sitt album Pinmonkey 2002. Deras cover släpptes på singel i slutet av 2002, och nådde placeringen #36 på Billboard Hot Country Singles & Tracks (numera Hot Country Songs).

## Céline Dion
"I Drove All Night" spelades in av Céline Dion för hennes album One Heart. Den släpptes på singel den 3 mars 2003 . Framgångarna var stora.
Låten användes även i reklam för bilen Chrysler Crossfire.

## Format och låtlistor
2-spårig cd-singel - (EU) 
1. "I Drove All Night" (albumversion) – 4:00
2. "I Drove All Night" (UK radioversion) – 3:39

3-spårig cd-singel - (EU) 
1. "I Drove All Night" (albumversion) – 4:00
2. "I Drove All Night" (UK radioversion) – 3:39
3. "I Drove All Night" (Hex Hector extended vocal import mix) – 7:53

4-spårig cd-singel - (Frankrike) 
1. "I Drove All Night" (albumversion) – 4:00
2. "I Drove All Night" (UK radioversion) – 3:39
3. "I'm Alive" (Humberto Gatica mix) – 3:30
4. "Je t'aime encore" – 3:24

4-spårig cd-singel - (Australien) 
1. "I Drove All Night" (albumversion) – 4:00
2. "I Drove All Night" (Hex Hector extended vocal import mix) – 7:53
3. "I Drove All Night" (Hex Hector dub vocal import mix) – 7:53
4. "Ten Days" – 3:37

4-spårig cd-singel - (Storbritannien) 
1. "One Heart" – 3:24
2. "I Drove All Night" (albumversion) – 4:00
3. "I Drove All Night" (Hex Hector extended vocal import mix) – 7:53
4. "I Drove All Night" (video) – 4:00

4-spårig cd-singel - (Storbritannien) 
1. "One Heart" – 3:24
2. "I Drove All Night" – 4:00
3. "All by Myself" – 5:12
4. "One Heart" (video) – 3:24

2-spårig cd-singel - (USA) 
1. "I Drove All Night" – 4:00
2. "I Know What Love Is" – 4:28

## Officiella versioner
1. "I Drove All Night" (UK radioversion) – 3:39
2. "I Drove All Night" (Hex Hector extended vocal import mix) – 7:53
3. "I Drove All Night" (Hex Hector dub vocal import mix) – 7:53
4. "I Drove All Night" (UK radio mix a cappella) – 3:26
5. "I Drove All Night" (Wayne G heaven anthem mix) – 7:41
6. "I Drove All Night" (GW-1 remix) – 7:03
7. "I Drove All Night" (Polarbabies in Prague club mix) – 7:14
8. "I Drove All Night" (Everbots Fasha mix) – 7:50
9. "I Drove All Night" (Original 3 remix) – 3:48
10. "I Drove All Night" (Starrie Knights mix) – 4:09
11. "I Drove All Night" (albumversion) – 4:00

## Listplaceringar
| Lista (2003)                                        | Placering |
| --------------------------------------------------- | --------- |
| Argentinas spellista                                | 42        |
| Argentinas radiolista                               | 2         |
| Australiens singellista                             | 22        |
| Österrikes singellista                              | 17        |
| Belgiens singellista för Flandern                   | 1         |
| Belgiens spellista för Flandern                     | 1         |
| Belgiens singellista för Vallonien                  | 18        |
| Belgiens spellista för Vallonien                    | 16        |
| Brasiliens spellista                                | 40        |
| Kanadas singellista                                 | 1         |
| Kanadas spellista                                   | 5         |
| Kanadas lista för Adult Contemporary                | 1         |
| Kanadas radiohistlista för "Contemporary"           | 8         |
| Danmarks singellista                                | 2         |
| Danmarks spellista                                  | 2         |
| Nederländernas topp-100-megasingellista             | 24        |
| Nederländernas mega-topp-50-lista                   | 31        |
| Europas singellista                                 | 25        |
| Finlands singellista                                | 16        |
| Frankrikes singellista                              | 22        |
| Tysklands singellista                               | 22        |
| Tysklands spellista                                 | 18        |
| Greklands singellista                               | 7         |
| Ungerns spellista                                   | 7         |
| Ungerns lista för utgivarnas favoriter              | 3         |
| Ungerns Juventus-radiolista                         | 7         |
| Irlands singellista                                 | 30        |
| Italiens singellista                                | 14        |
| Japans lista Tokio Hot 100                          | 6         |
| Nya Zeelands singellista                            | 24        |
| Norges singellista                                  | 11        |
| Norges spellista                                    | 10        |
| Polens nationella spellista                         | 3         |
| Polens regionala spellista                          | 1         |
| Polens RMF FM-radiolista                            | 1         |
| Portugals singellista                               | 9         |
| Portugals spellista                                 | 9         |
| Spaniens singellista                                | 15        |
| Sveriges singellista                                | 1         |
| Schweiz singellista                                 | 11        |
| Taiwans singellista                                 | 2         |
| Storbritanniens singellista                         | 27        |
| USA:s lista Billboard Hot 100                       | 45        |
| USA:s lista Billboard Hot Dance Club Play           | 2         |
| USA:s lista Billboard Hot Adult Contemporary Tracks | 7         |
| USA:s lista Billboard Hot Adult Top 40 Tracks       | 23        |
| US:As lista Billboard Top 40 Mainstream             | 23        |
| USA:s lista Billboard Top 40 Tracks                 | 32        |
| USA:s lista ARC Weekly Top 40                       | 7         |
| Världssingellistan                                  | 6         |